# 東京迪士尼海洋觀海景大飯店
東京迪士尼海洋觀海景大飯店（東京ディズニーシー・ホテルミラコスタ）是一座日本東京迪士尼度假區內的迪士尼品牌飯店，是繼迪士尼大使大飯店後第二座在渡假區內開幕的迪士尼飯店。飯店也設有飯店住客專用，通往東京迪士尼海洋的通道，及直接通往迪士尼度假區線，東京迪士尼海洋站的通道。

## 概要
東京迪士尼海洋觀海景大飯店在2001年9月4日開幕，是日本第一座的主題樂園一體型飯店，坐落在東京迪士尼海洋的範圍內。其原文名稱是義大利文中「眺望海洋」之意。飯店的一部分房間和餐廳可以眺望迪士尼海洋內的景色。

## 設施

### 餐廳
- 海洋宮（オチェーアノ）：以提供地中海料理和自助餐為主
- 絲路園（シルクロード・ガーデン）：以提供廣東風的中國料理為主
- 美景廳（ベッラヴィスタ・ラウンジ）：可以眺望迪士尼海洋內的地中海海灣區域，有120分鐘的用餐時間限制
- 海馬吧臺（ヒッポカンピ）：威尼斯沐浴坊內的飲料酒吧

### 商店
- 米奇朗基羅禮品（ミッキランジェロギフト）

### 服務設施
- 威尼斯沐浴坊（テルメ・ヴェネツィア）

## 外部連結
- 官方網站 （页面存档备份，存于）（中文）